# Lex Aquilia
Die lex Aquilia (lateinisch für „Gesetz des Aquilius“) war ein Plebiszit aus der Zeit der römischen Republik, das Schadenersatzrecht regelte. Das Gesetz beschrieb eine Mehrzahl von Deliktstatbeständen und stattete sie mit unterschiedlichen Rechtsfolgen aus. Während des Mittelalters und der anschließenden Neuzeit wurde die rezipierte lex Aquilia dann zunehmend extensiver und allgemeiner angewandt, bis sie sich unter der juristischen Auslegungsmethode des usus modernus zu einer Generalklausel entwickelte. Das Gesetz ist ein bedeutender Vorläufer des modernen Schadensrechts.
Die lex Aquilia soll im Jahr 286 v. Chr. entstanden und auf den römischen Volkstribun Aquilius zurückzuführen sein. Wirtschaftshistorische Untersuchungen ergaben, dass eine spätere Einführung in Betracht kommt, etwa um 200 v. Chr., begründet damit, dass zum Ende des zweiten punischen Krieges die Wirtschaft in Rom darnieder lag und Geld erheblich an Kaufkraft eingebüßt hatte. Die aus den XII Tafeln herrührenden Bußsätze seien gesetzlich zu korrigieren gewesen. Ältere Gesetze zur Sachbeschädigung wurden aufgehoben.
Das Gesetz eröffnete die Rechtsauslegung durch die Prätoren.

## Aufbau
Die lex Aquilia war in drei Kapitel gegliedert, wobei das zweite Kapitel außer Gebrauch kam. Das erste Kapitel befasste sich mit der Tötung von Sklaven und Vieh. Da auf den Jahreshöchstwert abgestellt wurde, finden sich darin noch Reste des alten Privatstrafrechts. Das vermutlich später angefügte dritte Kapitel regelte andere Sachbeschädigungen. Hier jedoch war nur der Wert der Sache zu ersetzen, die diese in den vergangenen 30 Tagen (höchstens) wert gewesen war. Insoweit handelte es sich um Schadensersatz ohne den Charakter einer Bußvorschrift. Beide Kapitel sind wortgetreu erhalten geblieben. Sie wurden im 7. Buch zum Provinzialedikt des Gaius sowie im 18. Buch zum Edikt des Ulpian wiedergegeben und finden sich in den Digesten wieder.

## Tatbestand
Anfänglich führte jede objektiv rechtswidrige Sachbeschädigung zu Schadensersatzansprüchen. Später wurde die Schuld zum zusätzlichen Handlungselement herangezogen (vorsätzliche oder fahrlässige Begehweise), was den Anwendungsbereich des Gesetzes einschränkte. Tatbestandlich war im Sinne beider Kapitel ein damnum iniuria datum nötig, also ein widerrechtlich zugefügter Schaden. Vorausgesetzt war Handeln im Wege positiven Tuns und dieses musste für den Schadenseintritt kausal sein. Positives Tun hieß körperliches Tätigwerden (damnum corpore datum) des Täters. Auch hier unterlag das Gesetz einem Wandel, denn man ging dazu über, dass auch mittelbare Schädigungen zum Schadensersatz verpflichteten.
Der Begriff damnum, dessen ursprüngliche Bedeutung nicht sicher ist, bezeichnete im Sinne der lex Aquilia eine von einem Täter verursachte Vermögensbeeinträchtigung. Voraussetzung für die Klage ex lege Aquiliae war nach Kapitel 1 ein durch Töten (occidere) eines fremden Sklaven oder vierbeinigen Herdentieres beziehungsweise nach dem allgemeiner formulierten, nicht auf Sklaven und vierfüßige Herdentiere beschränkten dritten Kapitel durch Verbrennen (urere), Zerbrechen (frangere) oder Zerreißen (rumpere) einer Sache erlittener Schaden.
Zu unterscheiden von dem nach Kapitel 1 vorausgesetzten occidere, das restriktiv im Sinne von Tötung durch unmittelbares Handanlegen (quasi manu) ausgelegt wurde, war die mittelbare Verursachung des Todes (causam mortis praebere oder causam mortis praestare). In solch einem Fall war die lex Aquilia nicht unmittelbar anwendbar. Genauso wenig anwendbar war die lex Aquilia bei Schädigungen an Freien, wie etwa an einem filius familias. Für derartige Fälle der mittelbaren Kausalität oder der Schädigung an Freien wurde die Haftung ex lege Aquiliae bereits zu republikanischer Zeit durch Gewährung analoger prätorischer Klagen, bezeichnet als actiones in factum oder actiones utiles, erweitert. Ebenso schon zu republikanischer Zeit wurde rumpere aus Kapitel 3 in corrumpere („zerstören, verderben, beschädigen“) gedeutet, also ausgeweitet.
Einheitlich nach beiden Kapiteln musste die Tat ferner iniuria geschehen sein. Hierfür war zunächst zu prüfen, ob die schädigende Handlung non iure („rechtswidrig“) herbeigeführt wurde. Die Rechtswidrigkeit war durch die Verwirklichung des Tatbestands indiziert. Gerechtfertigt beziehungsweise entschuldigt sein konnte die Tat etwa durch Notwehr, Notstand, rechtmäßige Eingriffe eines Magistrats oder Einwilligung des Geschädigten.
Später wurde in die Rechtswidrigkeit das Verschulden in Form von Vorsatz (dolus) und Fahrlässigkeit (culpa) hineingelegt. Die iniuria wurde dementsprechend bejaht, wenn jemand vorsätzlich oder fahrlässig vorgegangen war. Vorsätzlich handelte dabei, wer den schädigenden Erfolg seiner Tat vorhersah und billigte, wohingegen Fahrlässigkeit als die Außerachtlassung der gebotenen Sorgfalt verstanden wurde.

## Klageart
Bei den Klagearten war nach Gaius zunächst je nach Klageziel zwischen sachverfolgenden Klagen und Strafklagen zu unterscheiden, die nebeneinander erhoben werden konnten. Ziel der Strafklagen (actiones poenales) war einerseits Schadensersatz – daneben im Sinne des Kapitels 1 – eine vom Täter zu leistende Buße (poena), die ein Vielfaches des Schadens ausmachen konnte. Von den rein sachverfolgenden Klagen und den reinen Strafklagen waren die gemischten Klagen zu differenzieren, in denen beide Klagezwecke miteinander verbunden waren. Diese actiones mixtae konnten weder neben anderen Strafklagen noch neben anderen sachverfolgenden Klagen geltend gemacht werden.
Die actio legis Aquiliae ist ob ihrer passiven Unvererblichkeit sowie der Noxalität als Strafklage mit Sachverfolgungsfunktion zu den gemischten Klagen zu zählen. Als solche stand sie in einem elektiven Konkurrenzverhältnis zu anderen Klagen; der Geschädigte hatte die Wahl, welche Klage er geltend machte. Bei mehreren Handlungen, etwa bei der Verletzung eines Sklaven und späteren Tötung, war der Täter jedoch sowohl für die Verletzung als auch für die Tötung haftbar.
Wurde der Beklagte nach dem ersten Kapitel belangt, so musste er dem Eigentümer so viel zahlen, wie die Sache im letzten Jahr höchstens wert war – darin ist wohl ein pönales Element erkennbar. Wenn er aus dem dritten Kapitel belangt wurde, musste er so viel zahlen, wie die Sache in den vergangenen 30 Tagen (höchstens) wert gewesen war. Die Gründe für diese Wertbemessung sind in der Forschung umstritten.

## Fernwirkung
Die lex Aquilia ist ein früher Vorläufer des deutschen § 823 Abs. 1 BGB.